# Минин, Виктор Иванович
Ви́ктор Ива́нович Ми́нин (1926—1989) — советский дипломат. Чрезвычайный и полномочный посол.

## Биография
На дипломатической работе с 1948 года.
- В 1948—1952 годах — сотрудник центрального аппарата МИД СССР.
- В 1952—1955 годах — атташе посольства СССР в Албании.
- В 1955—1957 годах — слушатель ВДШ МИД СССР.
- В 1957—1961 годах — секретарь, советник посольства СССР в Канаде.
- В 1961—1965 годах — на ответственной работе в центральном аппарате МИД СССР.
- В 1965—1968 годах — первый советник, советник-посланник посольства СССР в Турции.
- С 21 июня 1968 по 14 октября 1972 года — чрезвычайный и полномочный посол СССР в Лаосе[1].
- В 1972—1978 годах — заведующий Отделом стран Среднего Востока МИД СССР.
- С 26 апреля 1978 по 9 марта 1982 года — чрезвычайный и полномочный посол СССР в Гвинее[2].
- С 17 марта 1982 по 19 декабря 1989 года — чрезвычайный и полномочный посол СССР в Ираке[3].

Похоронен на Новодевичьем кладбище (Новая территория, Колумбарий, секция 148).